# Паскуали, Николо
Николо Паскуа́ли (итал. Nicolo Pasquali; 1718? — 13 октября 1757, Эдинбург) — итальянский композитор, скрипач, теоретик и импресарио, работавший в Великобритании. Предположительно Паскуали был рождён около 1718 года, так как согласно записям эдинбургского захоронения умер он в возрасте 39 лет.
По сообщению Ч. Бёрни, Паскуали приехал в Лондон около 1743 года и с той поры вёл чрезвычайно активную деятельность в трёх основных британских музыкальных центрах. Период 1748—1749 годов он провёл в Дублине, где создал ораторию «Ной» и пантомиму «Храм Мира». К 1750 году он снова был в Лондоне, а в 1751 году вернулся в Дублин. С октября 1752 года он жил в Эдинбурге, где руководил оркестрами театра Канонгейта и Музыкального общества. Там Паскуали написал и поставил фарс «Разгневанный музыкант» (англ. The Enraged Musician) и сочинил «Stabat Mater» — произведение, продолжавшее исполняться в Эдинбурге после его смерти. Его переложение Кончерто гроссо Корелли (оп. 6 № 4) с дополнительными партиями для валторны, трубы и литавр также просуществовало в концертном репертуаре до 1770 годов.
Большая часть музыки Паскуали не сохранилась до наших дней. Он был свободным и достаточно плодовитым автором, привыкшим к работе в театре, вероятно, он многому научился у Генделя. Некоторые из его 12 увертюр 1751 года имеют словесные пояснения, которые указывают на их принадлежность к театральным постановкам.
Паскуали также написал подробную инструкцию по генерал-басу «Руководство по изучению генерал-баса, изложенное легко» (англ. Thorough-bass made easy; Эдинбург, 1757) и «Искусство постановки пальцев на клавесине» (англ. The Art of Fingering the Harpsichord; Эдинбург, 1757). Первое из них выдержало по меньшей мере три британских издания и было переведено на французский и немецкий языки.